# Nucleus basalis van Meynert
De nucleus basalis van Meynert (NBM), of kortweg nucleus basalis, is een groep zenuwcellen die is gelegen in de substantia innominata in de basale voorhersenen. De nucleus heeft wijdverspreide projecties in de neocortex en is rijk aan acetylcholine.

## Functie
De cellen die hoofdverantwoordelijk zijn voor de projectie van acetylcholine naar de neocortex bevinden zich in de NBM. Deze projecties hebben verschillende functies die belangrijk zijn voor de werking van het brein.

## Klinisch belang
Bij zowel de ziekte van Parkinson als de ziekte van Alzheimer kan er een degeneratie van de nucleus basalis worden waargenomen. Een afname van de hoeveelheid acetylcholine komt voor bij Alzheimer, Lewy-body-dementie en de ziekte van Pick en kan leiden tot een algemene afname in mentale capaciteit en het vermogen te leren.